# ديانا بايو
ديانا بايو (بالرومانية: Diana Puiu)‏ مواليد 24 أغسطس 1991 في دروبيتا تورنو سيفيرين، هي لاعبة كرة يد رومانية تلعب كظهير أيسر. مثلت منتخب رومانيا لكرة اليد للسيدات.

## الإنجازات
- الدوري الروماني لكرة اليد للسيدات:
  - الميدالية الذهبية: 2014
  - الميدالية الفضية: 2013